# Mujeres en Georgia
Las mujeres en Georgia viven en una sociedad que ha ido cambiando a lo largo de los siglos, donde, después de décadas del régimen soviético, desde la década de 1990 en adelante, la cultura ha experimentado rápidos cambios sociales y nuevos valores emergentes, pero las situación de la mujer se ha visto afectada por la inestabilidad económica y por la presión del conservadurismo religioso. 

## Contexto histórico

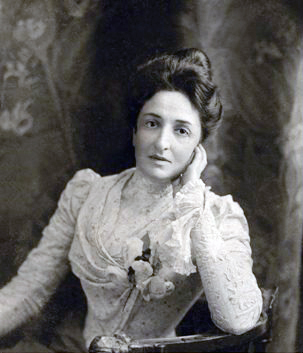
Mariam Jambakur Orbeliani filántropa y feminista georgiana del

Durante gran parte del siglo XX, Georgia formó parte de la URSS.  En 1991, después de la disolución soviética, Georgia se convirtió en un país independiente.  Al igual que en otros países del antiguo bloque comunista, la transición de una economía planificada a una economía de mercado fue difícil, y el desempleo, la desestabilización económica y los conflictos han perjudicado a la población, especialmente en los años noventa.  En términos de población, más de 8 de cada 10 habitantes son de etnia georgiana, pero también hay minorías como los azeríes, armenios, rusos y otros.  La gran mayoría de la población es cristiana ortodoxa, pero aproximadamente una de cada diez personas es musulmana.  La urbanización del país es del 53,6% (est. 2015).  La tasa de fertilidad total (TFR) de 1.76 hijos nacidos / mujer (est. 2015) está por debajo de la tasa de reemplazo.  La tasa de mortalidad materna es de 36 muertes / 100,000 nacidos vivos (est. 2015).

## Disposiciones constitucionales
La Constitución de Georgia establece en el artículo 14 que: " Todas las personas son libres por nacimiento y son iguales ante la ley, independientemente de su raza, color, idioma, religión, opiniones políticas y de otro tipo, pertenencia nacional, étnica y social, origen, propiedad y título, lugar de residencia . " 

## Papel social de la mujer
Como la cultura georgiana es patriarcal, a las mujeres se les otorga una forma caballeresca de respeto.  Las mujeres pueden tener el papel de ambos como "sostén de la familia y ama de casa".  La mayoría de las tareas en el hogar son hechas por mujeres.  No hay una "división explícita del trabajo" según el género, excepto en las llamadas "áreas del trabajo físico" (un ejemplo está en el campo de la minería).  La estatua de la Madre de Georgia ( Kartlis Deda , o "Madre de Kartli ") que se encuentra en un monumento en las colinas de Tbilisi, quizás simboliza mejor dicho carácter nacional: en su mano izquierda sostiene un cuenco de vino con el que saluda a sus amigos y en su derecha hay una espada desenvainada contra sus enemigos.  Una de las gobernantes más importantes y poderosas de Georgia fue la reina (rey de los reyes) Tamar la Grande .  En la historia más reciente, las mujeres georgianas han podido acceder a algunas posiciones en el ejército. Algunas mujeres han logrado incorporarse al grupo de pilotoje de aviones caza y helicópteros profesionales de la pequeña fuerza aérea del país. También una pequeña cantidad en las fuerzas especiales del ejército.  Algunas mujeres trabajan en el mundo jurídico y en el ámbito gubernamental.  Sin embargo, a ninguna mujer se le permite convertirse en sacerdote de la iglesia ortodoxa.  Los  "estereotipos tradicionales de roles de género" están experimentando cambios debido a la educación que está recibiendo la nueva generación de mujeres.  Las normas estipulan que en el interior de las iglesias, generalmente se requiere que las mujeres lleven vestido o falda.

## Empleo
El Código de Trabajo de Georgia tiene cierta protección para las mujeres.  El Artículo 2 Relaciones Laborales párr. 3 prohíbe la discriminación basada en "raza, color, idioma, origen étnico o social, nacionalidad, origen, propiedad, nacimiento, lugar de residencia, edad, género , orientación sexual, discapacidad, pertenencia a una asociación religiosa, social, política o de otro tipo, Incluidos los sindicatos, por estado civil, político o de otra opinión ".  El Art º. 27 otorga licencia de maternidad, y el artículo 36 y el artículo 37 en general (y explícitamente en las secciones del artículo 36 (2) g junto con el artículo 37 (3) c) protegen a las mujeres contra el despido debido a maternidad, parto y cuidado de niños, licencia para una adopción de recién nacidos y licencia adicional para el cuidado de niños.  La Ley de Georgia sobre Igualdad de Género proporciona protecciones adicionales.

## Representación en la política
Desde diciembre de 2018 por primera vez en la historia una mujer, Salomé Zurabishvili asumió la presidencia de Georgia.
Tras las elecciones legislativas de 2012 la representación de las mujeres en el Parlamento era del 14,6 % y en el gobierno de un total de 19 miembros, tres eran mujeres, una representación del 15,7 %. A partir de 2014 la representación de las mujeres en los organismos locales de autogobierno fue aproximadamente del 11,1 %.
Tras las elecciones legislativas de 2016 la representación de las mujeres en el parlamento pasó de 14,6 % a 15,3 % con 23 mujeres como miembros. La representación de las mujeres en el gobierno es del 11.1 % disminuyendo el número de miembros de 19 a 18. 
En el Índice de Desigualdad de Género en 2018 Georgia ocupa el puesto 70 entre 145 países en empoderamiento político de las mujeres.

## La violencia contra las mujeres
En 2006, Georgia promulgó la Ley de Georgia sobre la eliminación de la violencia doméstica, la protección y el apoyo a las víctimas de violencia doméstica .  Georgia también ratificó el Convenio del Consejo de Europa sobre la lucha contra la trata de seres humanos en 2007.

## Mujeres relevantes en la historia de Georgia
- Barbare Jorjadze pionera feminista
- Ekaterine Tarkhnishvili - Gabashvili